# Нігаматово
Нігама́тово (рос. Нигаматово, башк. Ниғәмәт) — село у складі Баймацького району Башкортостану, Росія. Адміністративний центр Нігаматовської сільської ради.
Населення — 838 осіб (2010; 909 в 2002).
Національний склад:
- башкири — 98%